# 托马斯·米切尔
托马斯·约翰·米切尔（英語：Thomas John Mitchell，1892年7月11日—1962年12月17日），是一位美国男演员和作家。所饰演的著名的角色包括《乱世佳人》中的杰拉尔德·奥哈拉（Gerald O'Hara），《風雲人物》中的Uncle Billy。
米切尔凭借电影《驛馬車》获奥斯卡最佳男配角奖，是第一个获得奥斯卡、艾美奖和托尼奖的表演奖大满贯男演员。